# Triskelion

De Siciliaanse vlag toont de trinacrie: het hoofd van Medusa met drie benen en drie korenaren.

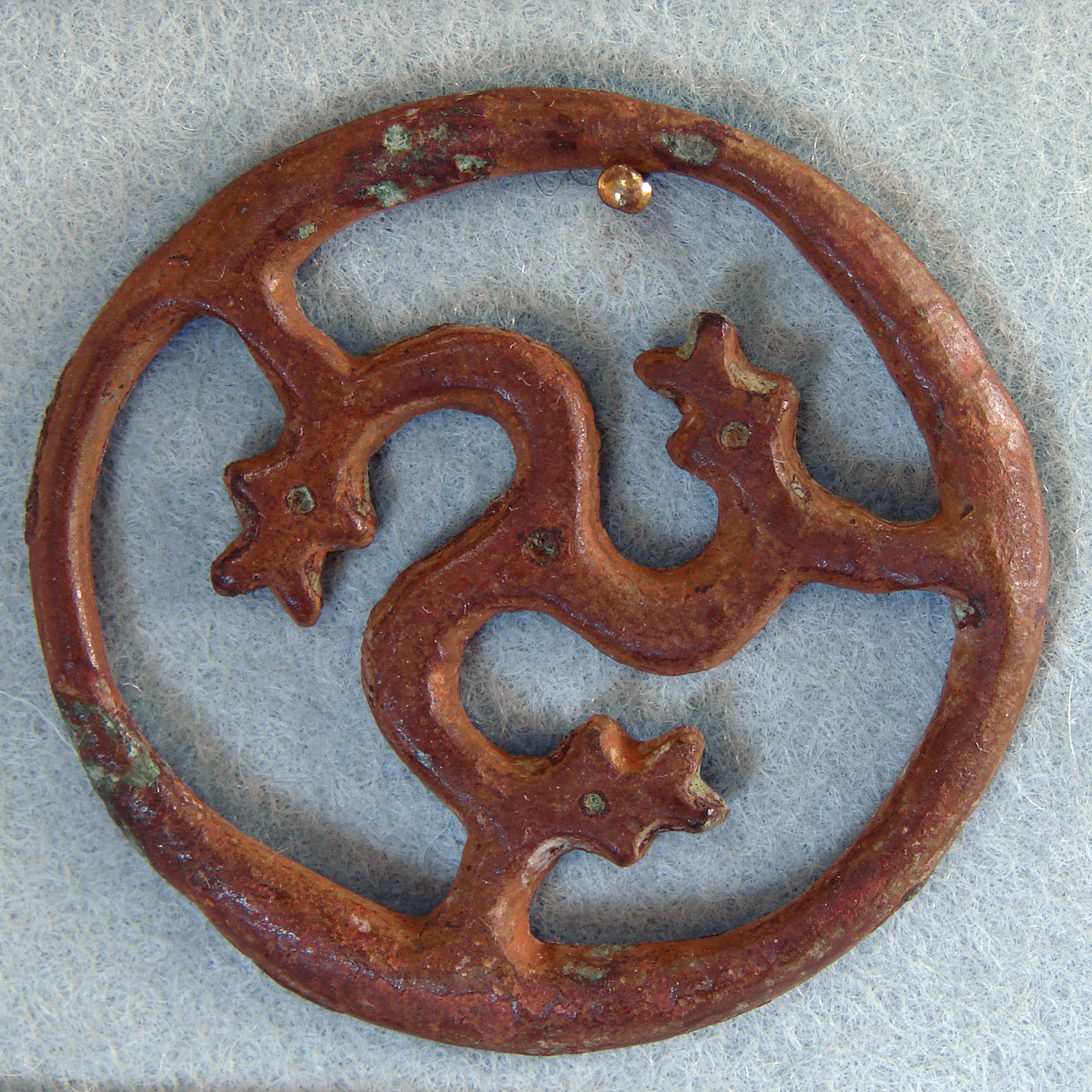
Triskelion uit de merovingische tijd

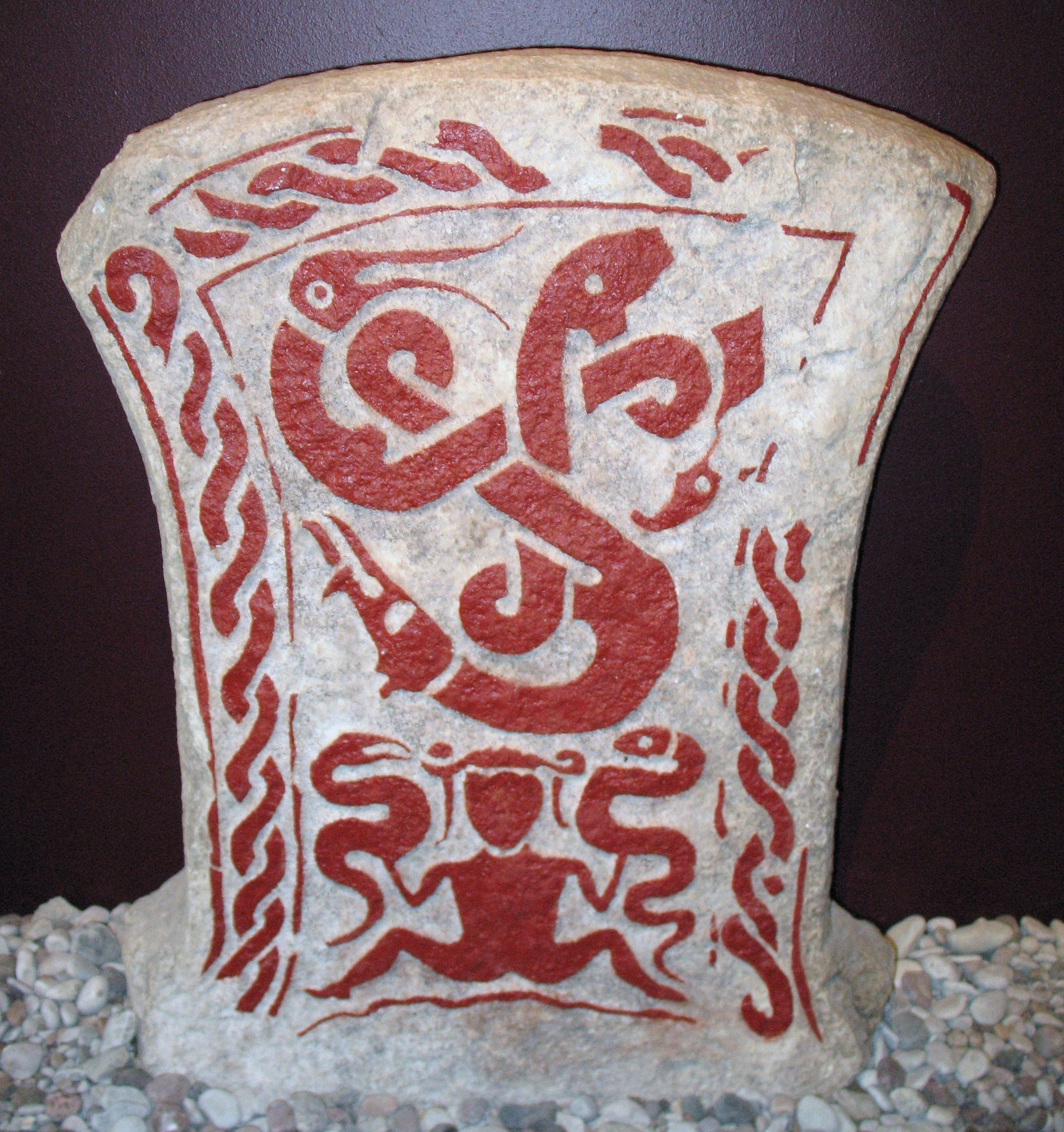
Triskelion uit Gotland op de Slangenhekssteen

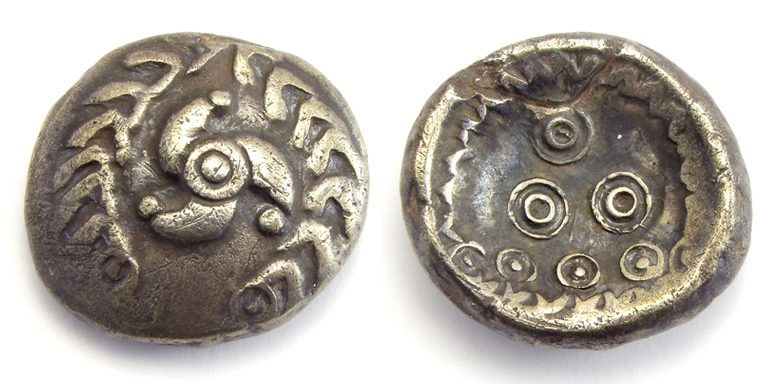
Rijnkelten, elektrum regenboogschoteltje met triskel

De triskelion op de vlag van het eiland Man

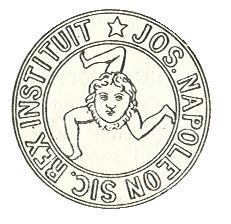
Oud wapen van Sicilië

Triskele uit de Keltische cultuur

Triskelion (ook trinacrie of triskele, afkomstig uit het Oudgrieks; τρισκελής "driebenig") is een symbool bestaande uit 3 gebogen mensenbenen, of, meer in het algemeen, drie verbonden spiralen of elk symbool met driemaal rotatiesymmetrie. Deze voorstelling van een rad met drie benen of drie benen in driepas is al sinds de oudheid een geliefd symbool en wordt in de heraldiek en de emblemata, de symbolenleer, gebruikt.

## Gebruik
Soms is in het midden van de figuur de Gorgo, een baardig mannenhoofd, een zon of een vrouwenhoofd afgebeeld. Deze vorm heet trinacrie, naar Trinacrium, de Romeinse naam voor Sicilië, waarmee de driehoekige vorm van het eiland weergegeven werd.
Men legt de betekenis als volgt uit; hoe de figuur ook gedraaid wordt, zij zal nooit knielen. De triskelion staat aldus voor onverzettelijkheid en vrijheidszin.
Het eeuwenoude symbool is afkomstig uit het Mediterrane gebied. In de tempel van de God Baäl in Baal in Vega in het huidige Tunesië is een triskelion samen met een maansikkel afgebeeld.
Op munten uit het Middellandse Zee-gebied vinden we sinds de vierde eeuw v.Chr. triskelions. Ze werden afgebeeld op geldstukken van Thebe, Olba in het Turkse Cilicië en steden in Lidië en kwamen voor op Kreta, in Macedonië en in Keltisch Spanje.
Een triskelion is het symbool van het, niet toevallig driehoekige, Sicilië en het eiland Man, en is een symbool van Bretagne. De Siciliaanse en Manse triskelions geven drie rennende benen weer, gebogen bij de knie, samenkomend bij het kruis. Relaties met de drie-eenheid uit de christelijke dogmatiek zijn anachronistisch. Het triskalion is immers veel ouder dan het christendom en door heidenen naar Man gebracht.
Ook de Latijnse wapenspreuk van Man; "Quocunque Jeceris Stabit" of (Whithersoever you throw it, it will stand)" in het Nederlands te vertalen als "Hoe je het ook werpt, het zal staan", verwijst naar de symbolische betekenis van de trinacrie als teken van vrijheidszin. De trinacrie is een driehoekssymbool dat het driehoekige eiland Sicilië verbeeldt.
Toen Sicilië zich op 30 augustus 1302, na de Siciliaanse bloedvespers, onafhankelijk verklaarde en door Frederik de Tweede van Aragon in de vrede van Caltabellotta als autonoom "Koninkrijk van de Trinacria" (Italiaans: "Regno di Trinacria", Trinacrium was een Romeinse naam voor Sicilië) werd erkend werd de nauwe relatie tussen Sicilië en de Triskelion wederom bevestigd. Ook nu nog is het het symbool van het autonome parlement op het eiland.
De relatie tussen de triskelion bestaande uit benen en de andere varianten is onduidelijk. Spiraalvormen worden vaak als symbool voor de zon gezien, de bebeende versie, soms met een hoofd van Medusa in het midden van de Siciliaanse versie, zou volgens sommige lezingen wijzen naar goden in de onderwereld. De Vikingen die in de elfde eeuw Sicilië veroverden brachten het symbool naar het eiland Man.
Een andere uitleg van de Siciliaanse triskelion is dat het driehoekige eiland gepersonificeerd werd als dat van de drie gorgonen, Medusa, Stheno en Euriale, dochters van de zeegoden Phorcys en Ceto.
Het triskelion van Man is niet altijd geharnast geweest en ook het triskelion van Sicilië heeft in de loop der millennia forse veranderingen ondergaan. Was het ooit een Gorgo of medusahoofd, later kwamen ook bebaarde mannenhoofden en meisjeshoofden met of zonder korenaren waar ooit alleen de slangen van het Medusahoofd prijkten voor. De korenaren symboliseren de vruchtbaarheid van het eiland.

### Heraldiek
In de heraldiek wordt het triskalion gevonden in diverse wapenschilden. Onder meer op Sicilië en Man, bij de Rabensteners in Franken, de familie Schenk of Schanke in Denemarken, en het geslacht Dracomir in Polen.

### Andere culturen
Het Symbool van de drie-eenheid of Trinity-symbool is een symbool dat in meerdere culturen voorkomt:
- In de Keltische cultuur is het de Triskel(e), het symbool voor de drie-eenheid in de mens:
  - Annwn - het onderwereldgebied met kosmisch symbool de maan
  - Abred - het niveau van beproeving en het stoffelijke bestaan, kosmisch symbool de aarde
  - Gwynvyd - de geheel ontplooide geest, de toestand van liefde, kosmisch symbool de zon
- In de Tibetaanse cultuur wordt het teken van de drievoudige spiraal de Gákyil genoemd, het Rad van Vreugde dat door een proces van zelfbevrijding uiteindelijk verwerkelijking voortbrengt, en het symbool van oerenergie die in wezen een geheel is.
- In de Aborigines cultuur staat de drievoudige spiraal voor de Nautilus-schelp, een spiraal rond een centrale, maar niet zichtbare as. De Aboriginals geloven dat de schelp het geraamte van de ziel is, die toebehoort aan Alinda, de maan-man, die iedere maanmaand vanuit de hemel in de oceaan stort.
- Bij de Christenen staat de Drie-eenheid voor de Vader, de Zoon en de Heilige Geest.
- Bij wicca staat de drie-eenheid voor de Maagd, de Moeder, de Oudevrouw, de drie fasen van een vrouwenleven.

In rechts extremistische kringen als Blood & Honour en de Afrikaner Weerstandsbeweging wordt het symbool ook gebruikt.

Triskelion in het wapen van Dukla (Polen)
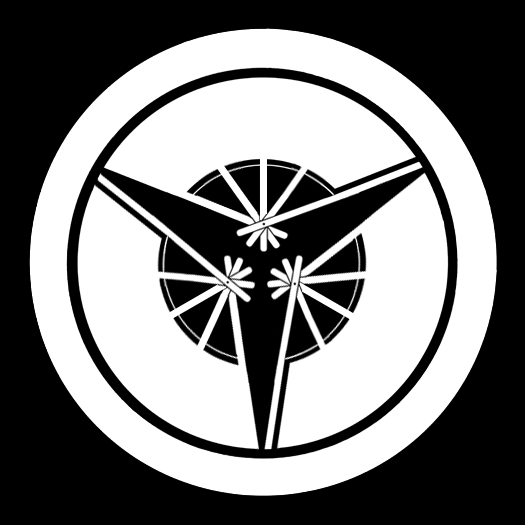
Symbool uit Japan
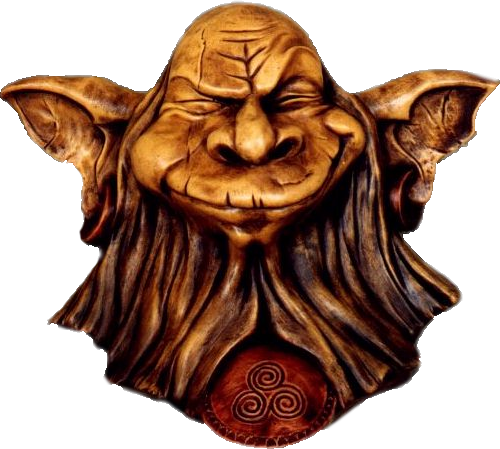
Korrigan met triskelion (nek)
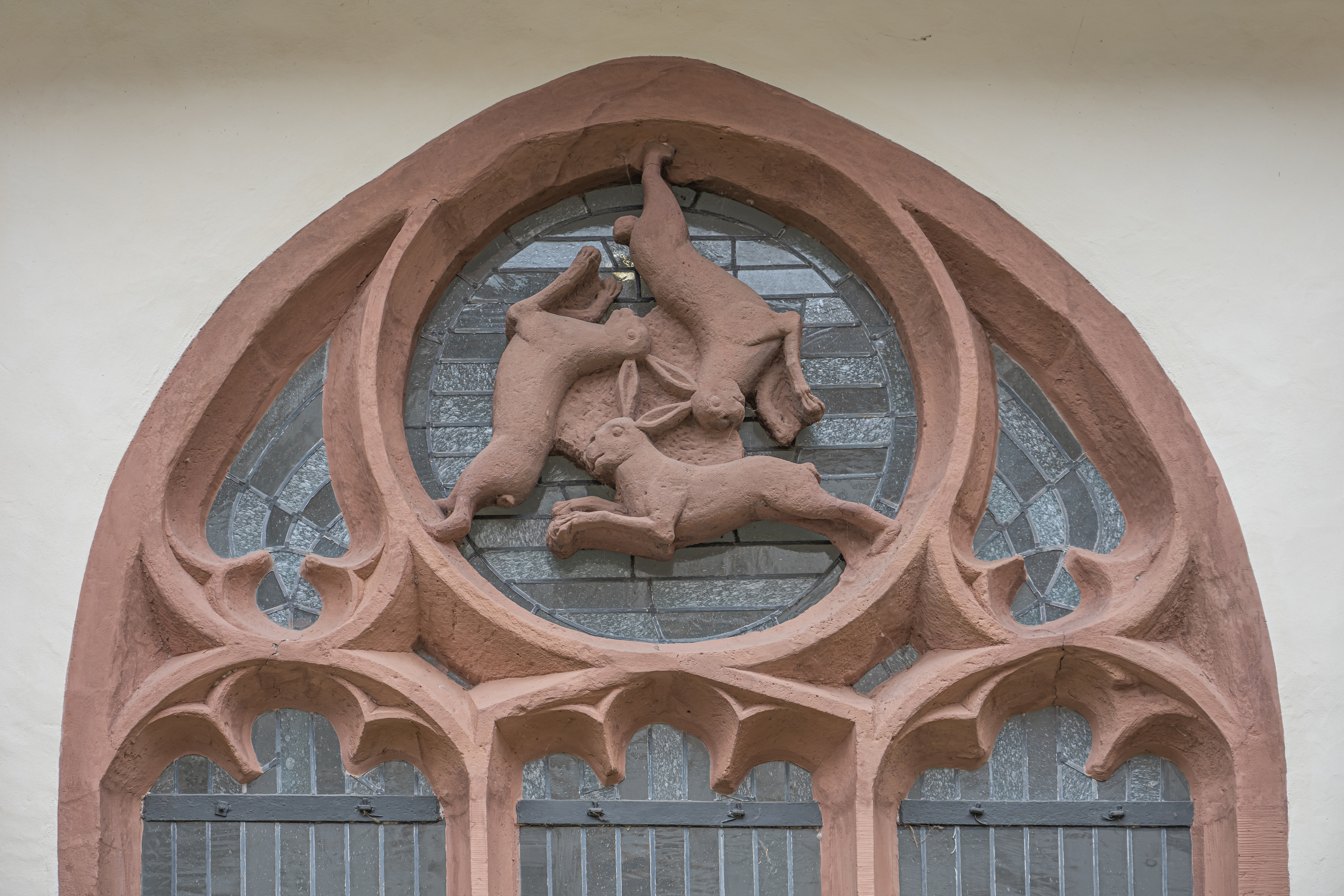
Driehazenvenster, Dom, Paderborn
Wapen van Haren (Duitsland)
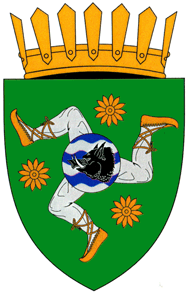
Wapen van Sărata-Galbenă (Republiek Moldavië)